# Imre Hideghéthy

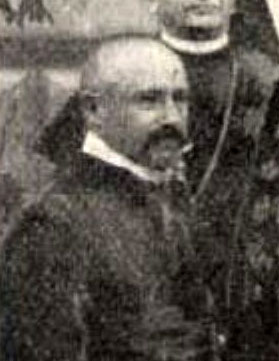
Imre Hideghéthy, 1908

Imre Hideghéthy von Hideghét (* 1. September 1860 in Bogdanovci, Komitat Syrmien; † 19. Oktober 1920 in Budapest) war ein ungarisch-kroatischer Politiker, Obergespan und Minister für Kroatien-Slawonien-Dalmatien.

## Leben
Hideghéthy entstammte einem alten Adelsgeschlecht, dessen Ursprung auf der Großen Schüttinsel im Komitat Pressburg liegt. Es wurde 1411 von König Sigismund in den Adelsstand erhoben. Hideghéthy studierte Jura in Bonn und Leipzig, und anschließend Wirtschaft in Proskau. Von 1888 bis 1891 war er Abgeordneter des Sabor, des Landtags von Kroatien-Slawonien. Von 1903 bis 1906 war er Obergespan des Komitats Syrmien, und vom 16. Januar 1916 bis 15. Juni 1917 im Kabinett von István Tisza Minister für Kroatien-Slawonien-Dalmatien.